# Birg (Hohenschäftlarn)

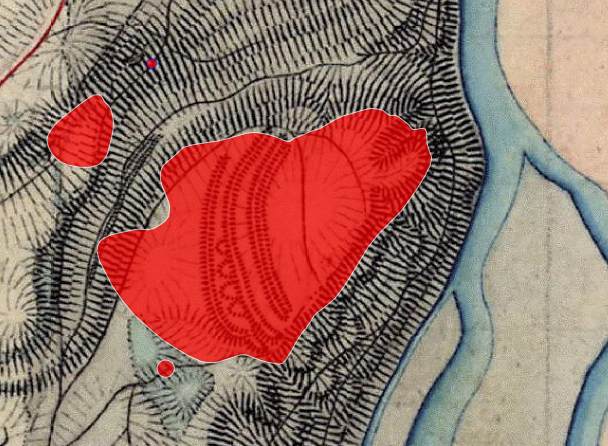
Lageplan von Birg (Hohenschäftlarn) auf dem Urkataster von Bayern

Die weitläufige Abschnittsbefestigung Birg (auch Bürg, Burg) liegt etwa 1500 Meter nordöstlich der Pfarrkirche von Hohenschäftlarn über dem oberbayerischen Isartal auf dem Gebiet der Gemeinde Baierbrunn im Landkreis München. Das Bodendenkmal wird in seiner letzten Ausbaustufe als frühmittelalterliche Ungarnschutzburg interpretiert.

## Geschichte

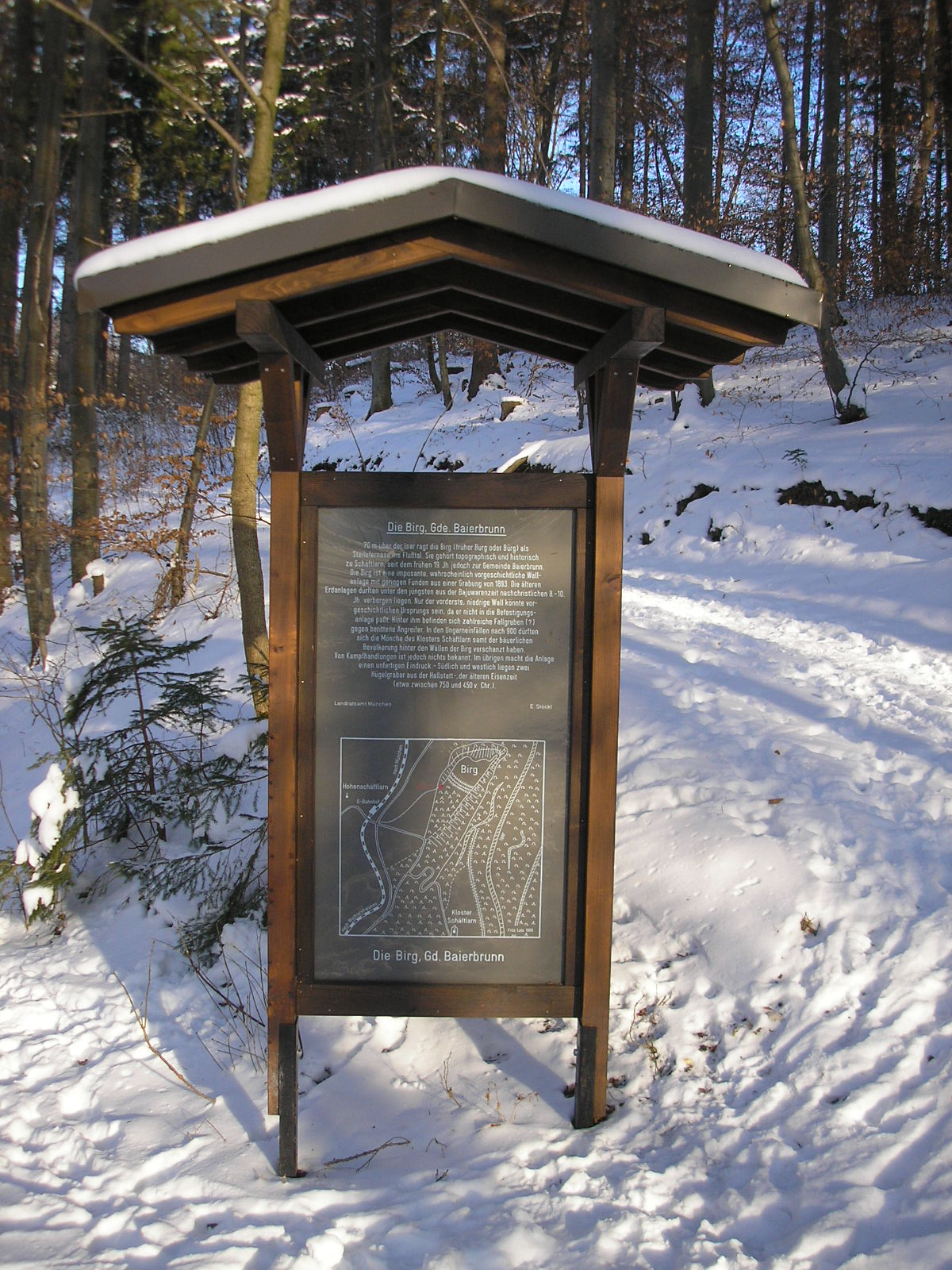
Infotafel am Parkplatz unterhalb der Birg

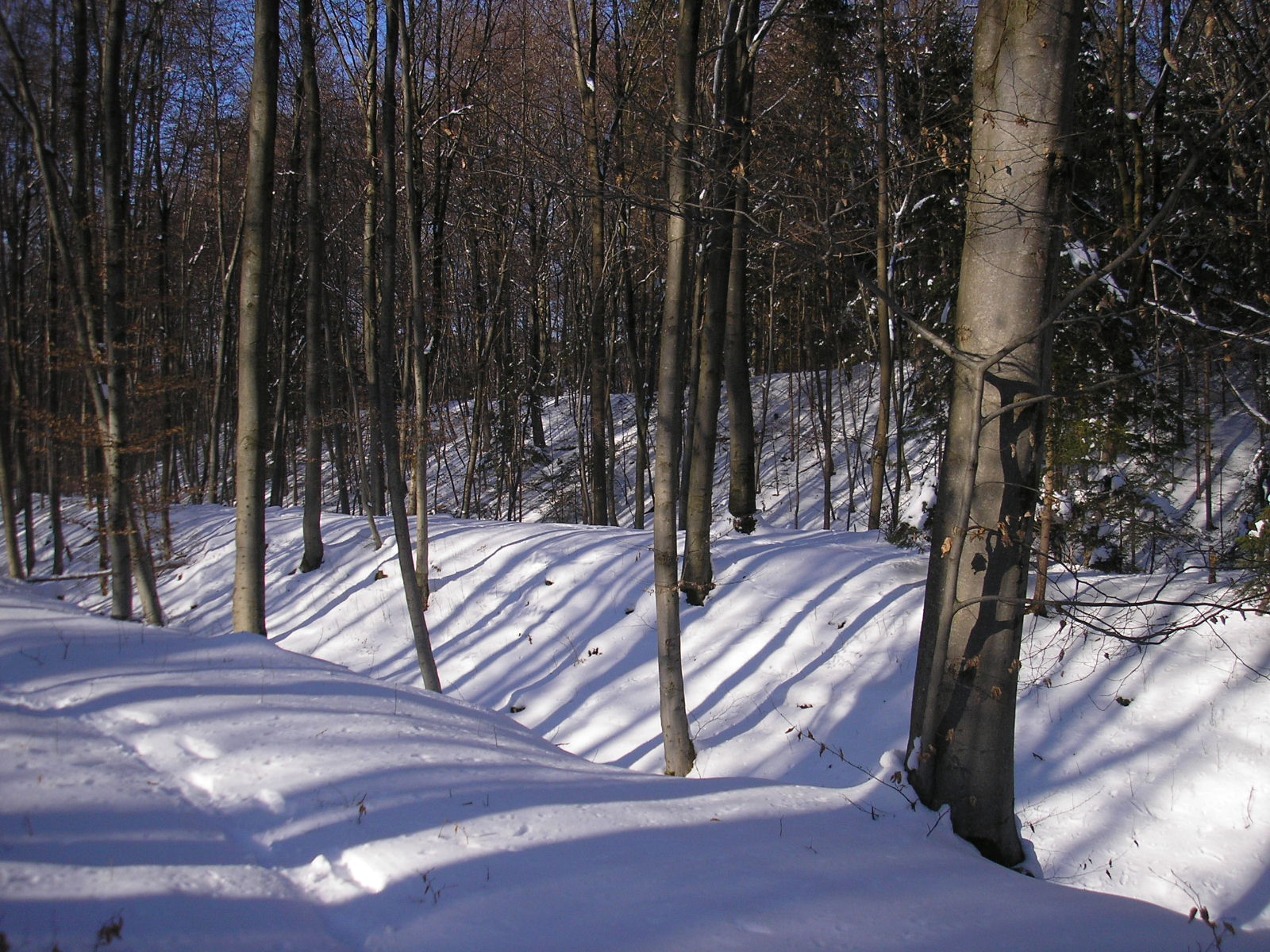
Das doppelte zentrale Wallsystem. Blick nach Westen

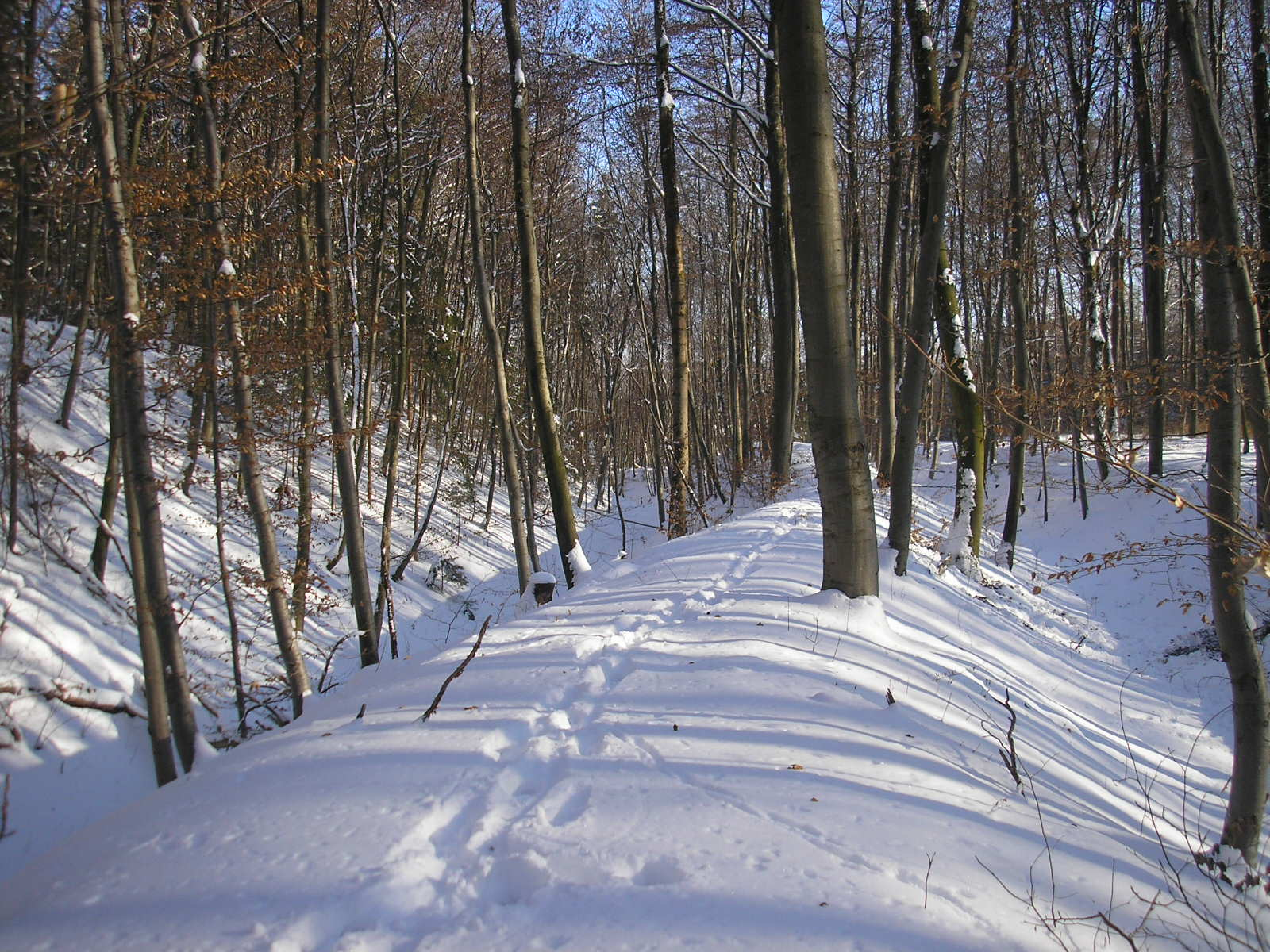
Gegenblick nach Osten

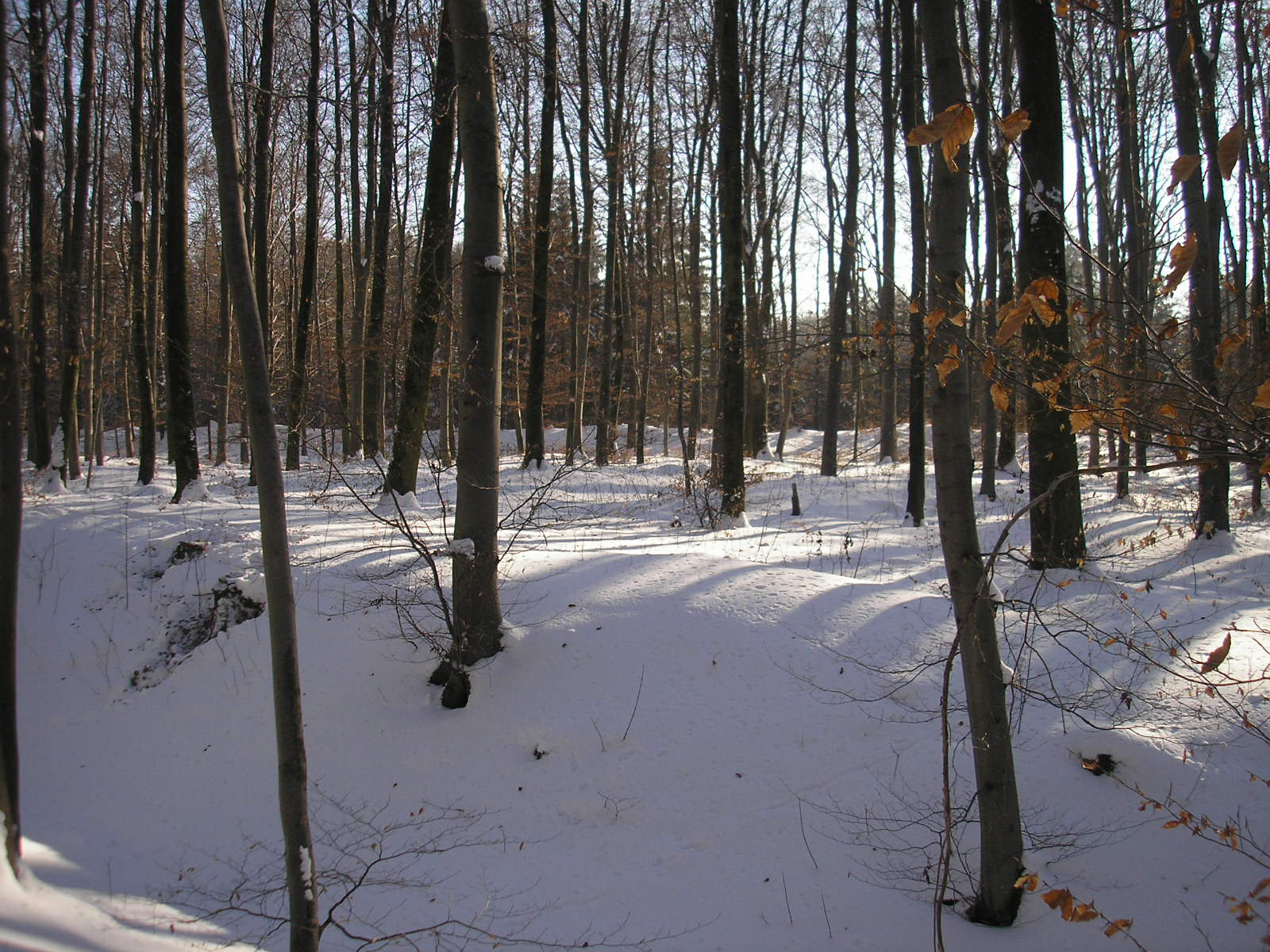
Blick über die ungarnzeitlichen Reiterannäherungshindernisse zum niedrigen Vorwall

Das große Plateau östlich von Hohenschäftlarn diente bereits während der Bronzezeit als Siedlungsplatz. Das Gelände wurde allerdings noch nicht in größerem Maße archäologisch untersucht. Einige erhaltene Grabhügel werden in die Hallstattzeit datiert.
Der Ortsname Schäftlarn (Sceftilari) deutet auf eine frühmittelalterliche Rüstungsproduktion in diesem Gebiet hin. Die Endung –lar könnte zudem auf einen alten Thing- oder Versammlungsplatz verweisen. Möglicherweise wurden hier Speer-, vielleicht auch Pfeilschäfte hergestellt. Westlich der Birg ist eine Siedlung nachgewiesen, in der Schlackenfunde auf dieses Handwerk hindeuten könnten. Ein Verhüttungsplatz noch weiter westlich wurde sogar bis in die frühe Neuzeit verwendet. In diesen Zusammenhang ist die These von einem fränkischen Aufmarschgebiet westlich der Isar zu erwähnen. Die frühmittelalterliche Besiedlung wird noch durch einen angeblichen Reihengräberfriedhof greifbar, der im 19. Jahrhundert allerdings unsachgemäß geöffnet wurde. Diese Nekropole wird allerdings derzeit (Stand 2007) nicht vom Landesamt für Denkmalpflege gelistet.
Einige, nur dem geübten Auge erkennbare Wallreste im Südwesten des Hauptwallsystems und auch der verflachte Hanggraben deuten auf eine Befestigungsanlage karolingischer Zeitstellung hin. Ob diese Burganlage durch eine Holz-Erde- oder sogar eine Trockenmauer geschützt wurde, könnte nur eine fachgerechte archäologische Untersuchung klären.
Wohl während der Ungarnstürme der ersten Hälfte des 10. Jahrhunderts entstand im Norden des Denkmalbereiches eine große Abschnittsbefestigung über den älteren Wehranlagen. Die Anlage trägt alle typischen Merkmale einer mutmaßlichen größeren Ungarnschutzburg. Einem zweifach gestaffelten Wallsystem sind Reiterannäherungshindernisse vorgelegt. Die berittenen magyarischen Bogenschützen sollten so zum Absitzen gezwungen werden.
Unter der Westkante des Burgbereiches läuft ein – zur Berme verflachter – Hanggraben bis zur östlichen Enge des Geländesporns über der Isar. Solche Hanggräben sind typisch für Wehranlagen karolingischer und ottonischer Zeitstellung.
Der relativ niedrige Südwall vor den Reiterannäherungshindernissen deutet jedoch darauf hin, dass der Bereich der frühmittelalterlichen Wallburg bereits in frühgeschichtlicher Zeit befestigt wurde. Die Ungarnwälle des 10. Jahrhunderts entstanden in der Regel durch den Ausbau wesentlich älterer Siedlungsplätze oder Befestigungen.
Besonders in Zusammenhang mit der bayerischen Landesausstellung Bayern-Ungarn tausend Jahre (2002), stellten einige Fachautoren einen systematischen ungarnzeitlichen Burgenbau in Frage. Dies erscheint jedoch eher politisch motiviert.
Die großen ottonischen Wallanlagen dürfen in Zusammenhang mit der Burgenbauordnung König Heinrichs I. entstanden sein. Zusätzlich entstanden zahllose kleinere Wehranlagen als Ergänzung der großen Landesburgen. Auffallend ist hier besonders die Häufung solcher Objekte im näheren Umkreis der Bischofsstadt Augsburg, vor deren Toren die Ungarn im Jahr 955 vernichtend geschlagen wurden (Schlacht auf dem Lechfeld).
Der mutmaßliche Ungarnwall bei Hohenschäftlarn erinnert in seiner Konzeption besonders an die Pfarrerschanze bei Todtenweis und die Schanze Wagesenberg bei Pöttmes. Bei diesen Bodendenkmälern lassen sich allerdings keine ausgeprägten Reiterannäherungshindernisse vor den doppelten Hauptwallsystemen nachweisen. Hier sind der Kernburg jeweils Vorburgen vorgelagert. Gerade diese Reiterannäherungshindernisse sind aber typisch für die großen Ungarnschutzburgen im Gebiet des Bistums Augsburg. Sie sind nur hier und in den angrenzenden Gebieten zu beobachten.
Als mutmaßliche größere Ungarnschutzburg mit vorgelagerten Annäherungshindernissen ist die „Birg“ in eine Gruppe mit der Haldenburg bei Schwabmünchen, dem Buschelberg bei Fischach und dem Weiherberg bei Nördlingen einzuordnen. Bei der Birg von Kleinhöhenkirchen (Weyarn, Landkreis Miesbach) haben sich gleich zwei Systeme solcher Hindernisse erhalten. Als kleinere Wehranlagen mit reduzierten Wehreinrichtungen dieser Art gelten nur der Eselsberg bei Thierhaupten und die Abschnittsbefestigung bei Straßberg (Bobingen).
Die Funktion als Ungarnwall wird auch durch den offenbar unvollendeten Ausbauzustand der Birg wahrscheinlich. Nach der Schlacht auf dem Lechfeld wurden die – nun nicht mehr benötigten – Ungarnwälle meist nicht weiter ausgebaut. Bei der Birg ist der östliche Teil des Hauptwalles deutlich niedriger als auf der Hochfläche. Allerdings wird das Gelände im Osten durch eine natürliche Senke geschützt, die einen Reiterangriff erschwerte. Auch das Fehlen eines östlichen Hanggrabens am Steilhang zur Isar muss nicht zwangsläufig auf eine vorzeitige Einstellung des Baubetriebes hindeuten. Der Hang ist hier wesentlich steiler als im Westen.
Auf dem nahezu ebenen Burgplateau lassen sich keine Bebauungsspuren feststellen. Auch dieser Befund ist charakteristisch für die ottonischen Ungarnschutzburgen, die hauptsächlich als Versammlungs- und Truppensammelplätze und Fliehburgen verwendet wurden. Eine Innenbebauung bestand sicherlich nur aus einfachen Holz- oder Lehmfachwerkbauten, die nur archäologisch nachgewiesen werden könnten.
Die Birg diente wohl hauptsächlich als Refugium des nahen Klosters Schäftlarn und der bäuerlichen Bevölkerung des Umlandes. Die sorgfältige Planung und geschickte Ausnutzung der topographischen Verhältnisse deutet jedoch auf die Heranziehung eines erfahrenen Baumeisters, der vielleicht in den Diensten des Bistums Augsburg gestanden haben könnte. Die große Fliehburg ist wohl mit einem, in zeitgenössischen Urkunden genannten oppidum apud sceftilarii gleichzusetzen.

## Beschreibung
Das Bodendenkmal liegt östlich von Hohenschäftlarn auf dem Isarhochufer. Die Wallanlage nimmt nur den nördlichen Sporn der Gesamtfläche ein. Der Burgplatz wird im Norden und Westen durch einen tiefen, schluchtähnlichen Taleinschnitt geschützt. Etwa fünf bis sechs Meter unter der Hangkante ist hier ein Hanggraben feststellbar, der allerdings weitgehend verflacht ist. Das Burgplateau erhebt sich etwa 90 Höhenmeter über das Isartal.
Über der Einmündung der Schlucht in die Hochfläche setzt ein etwa 350 Meter langes, doppeltes Wallsystem an. Die Erdwerke werden von vier bis fünf Meter tiefen Sohlgräben begleitet und laufen nach Südosten über die Hochfläche. Im östlichen Drittel knickt der Doppelwall etwas nach Norden und folgt dem natürlichen Geländeabfall.
Der äußere Wall ist von der Grabensohle gemessen vier bis fünf, der Hauptwall acht bis zehn Meter hoch. Zum Innenraum überhöht der Hauptwall das Plateau auf der Hochfläche um etwa vier Meter. Die Fortsetzung des Innenwalles nach Osten ist nur bis zu zwei Meter hoch.
Etwa 50 Meter vor dem Doppelwall ist ein, nur anderthalb bis maximal zweieinhalb Meter hoher Wallzug ohne vorgelagerten bzw. verflachten Graben erkennbar, der im Osten bogenförmig zur Hangkante läuft. Hierbei dürfte es sich um eine frühgeschichtliche Befestigungslinie handeln. Direkt an der Innenseite des westlichen Wallzuges setzt die erste von insgesamt vier Reihen kurzer, noch bis zu eineinhalb Meter hoher Erdriegel mit dazwischen liegenden Aushubgruben an, die wohl durch angespitzte Holzpflöcke oder Dornenhecken bewehrt waren und als Reiterannäherungshindernisse interpretiert werden.
Das Haupttor sowohl der karolingischen, als auch der ottonischen Burg lag sicherlich an der südwestlichen Hangkante. Hier begleitet ein wohl karolingischer Randwall den Zugangsweg noch auf etwa 40 Metern. Das ottonische Hauptwallsystem überlagert diesen Randwall teilweise, muss also jünger sein. Vor dem mutmaßlichen Tor sind keine Reiterannäherungshindernisse erkennbar.
Die überwiegend sehr gut erhaltenen Wallanlagen der Birg trugen wahrscheinlich nur Palisaden, der ältere Vorwall vielleicht nur eine Dornenhecke als zusätzliches Annäherunghindernis. Im Vorfeld sind noch Baumverhaue oder weitere Dornenhecken denkbar.
Tatsächlich von den Magyaren angegriffen wurde die Anlage wohl niemals. Möglicherweise wurden von hier aus einige der geschlagenen magyarischen Krieger nach der Lechfeldschlacht endgültig niedergemacht. Eigentlich ist die Burg jedoch bereits zu weit vom Lechfeld entfernt, ein unmittelbarer Zusammenhang mit dem Schlachtverlauf dürfte hier nicht bestanden haben.
Mit etwa 85.000 Quadratmetern Nutzfläche ist die Birg eine der größten mutmaßlichen Ungarnschutzburgen im weiteren Umfeld des Lechfeldes. Nur wenige Kilometer nördlich liegt auf dem östlichen Isarhochufer eine weitere frühmittelalterliche Burganlage mit einem ausgeprägten frühmittelalterlichen Wall-Graben-System.
Das frei zugängliche Bodendenkmal wird vom Bayerischen Landesamt für Denkmalpflege als „Abschnittsbefestigung ottonischer Zeitstellung ("Birg") sowie Siedlung der Bronzezeit und der Latènezeit“ unter der Denkmalnummer D-1-8034-0088 gelistet.

## Fehlinterpretationen
Die Birg ist – wie viele ähnliche Geländedenkmäler – heute einigen, besonders esoterischen Fehlinterpretationen ausgesetzt. Viele Besucher interpretieren besonders das eindrucksvolle Hauptwallsystem als Rest einer großen keltischen Burganlage oder eines Kultplatzes. Eine keltische Nutzung oder zumindest Begehung des Geländesporns ist zwar durchaus wahrscheinlich (Einzelfunde, ein spätkeltischer Stabgürtelhaken), das doppelte Wallsystem, der Hanggraben und die Reiterannäherungshindernisse stammen allerdings eindeutig aus dem Frühmittelalter.